# PSD Bank Arena
PSD Bank Arena – piłkarski stadion we Frankfurcie nad Menem, w Niemczech. Stadion mieści się w dzielnicy Bornheim. Jest używany głównie do meczów piłki nożnej. Jest to domowy stadion klubu FSV Frankfurt oraz podczas specjalnych okazji kobiecego klubu 1. FFC Frankfurt. Od 2015 roku Stadion jest także używany przez klub futbolu amerykańskiego Frankfurt Universe. Od 2021 roku Stadion jest także używany przez klub futbolu amerykańskiego Fankfurt Galaxy.
Stadion był gospodarzem pierwszego w historii oficjalnego meczu reprezentacji Kosowa w piłce nożnej. Mecz odbył się 3 czerwca 2016 roku a Kosowo wygrało 2:0 z reprezentacją Wysp Owczych.